# Джессі Баклі
Джессі Баклі (англ. Jessie Buckley, нар. 28 грудня 1989, Ірландія) — ірландська акторка і співачка. Знана за ролями Марі Болконської у шестисерійній адаптації BBC роману «Війна і мир» Льва Толстого (2016), Лорни Боу в мінісеріалі «Табу» (2017), Людмили Ігнатенко в мінісеріалі «Чорнобиль» (2019), Ораетти Мейфлавер у серіалі «Фарґо» (2020), Молодої Жінки в трилері «Я думаю закінчити це все» (2020), Гарпер Марлоу у фільмі жахів «Чоловічий рід» (2022). 
Номінантка на премію «Оскар» за роль у драмі «Незнайома дочка» (2021).

## Раннє життя
Баклі народилася в Кілларні, графство Керрі, і є найстаршою з п'яти дітей. Її мати, Марина Кассиді, заохочувала її співати і тренувала. У неї є брат і три сестри. Навчалася в середній школі Ursuline Secondary School — загальноосвітній жіночій монастирській школі в Терллі, графство Тіпперері, де її мати працює вокальною тренеркою і де вона виступала в шкільних постановках. Вона виконувала декілька чоловічих ролей у школі, зокрема головну роль чоловіка, засновника банди Джетс, Тоні у музичній історії West Side, і Freddie Trumper у Шахах.
Вона досягла восьмого класу фортепіано, кларнета і арфи в Королівській ірландській академії музики. Також є членом оркестру Tipperary Millennium. Також брала участь у семінарах Асоціації ірландських музичних товариств (AIMS) протягом літа, щоб допомогти поліпшити її спів і акторство; саме тоді вона була визнана талановитою актрисою і її заохотили подати заявку в драматичну школу в Лондоні. Незадовго до того, як вона пройшла прослуховування для «I'd Do Anything», її відхилили дві драматичні школи, одна — за день до її першого прослуховування. У 2008 році Баклі отримала нагороду AIMS як найкраща актриса за зображення Джулі Джордан у «Каруселі».

## Кар'єра
31 травня 2008 року Баклі посіла друге місце в британському шоу талантів I'd Do Anything. Метою шоу було знайти співачку на роль Ненсі у відроджений мюзикл «Олівер!».

### Театр
14 вересня 2008 року Баклі брала участь у шоу, присвяченому шістдесятирічному ювілею Ендрю Ллойда Веббера в Гайд-парку. Вона заспівала соло пісню «I don't Know How To Love Him» і пісню «Light at the End of the Tunnel» з «Зоряного Експресу» з іншими фіналістками i'd Do Anything, Кішею Ампонса-Бенсон, Ніамеєю Перрі і Рейчел Такер, а також фіналістами шоу Any Dream Will Do Деніелом Бойз, Льюісом Бредлі, Беном Джеймсом-Еллісом та Кітом Джеком. 18 вересня того ж року Баклі разом з Іфе Малхолланд виступила з RTÉ Concert Orchestra на вечорі, присвяченому Ендрю Ллойду Вебберу в Національному концертному залі в Дубліні.
Після того, як Баклі зайняла друге місце на конкурсі I'd Do Anything, їй запропонували стати дублеркою переможниці Джоді Пренджер в ролі Ненсі, однак вона відкинула пропозицію, віддавши перевагу взяти участь в іншому проекті. Вона отримала роль Енн Еджерман у відродженні мюзиклу «Маленька серенада» Стівена Сондхайма; у мюзиклі також взяли участь Морін Ліпман і Ханна Веддінгем, а режисером виступив Тревор Нанн. З 22 листопада 2008 року по 8 березня 2009 року вистави йшли в Menier Chocolate Factory і Studio Theatre в Лондоні, а з 7 квітня по 25 липня 2009 року вистави проходили в Garrick Theatre, що стало дебютом Баклі на Вест-Енді.
Баклі також з'явилася на ряді концертів на національному рівні, серед яких виділяється Різдвяний концерт в 2009 році з Марією Фрідман, лондонським квартетом Cantabile і Тімом Райсом і серія концертів, присвячених Дню Святого Валентина в лютому 2010 року з Деніелом Бойз і колегою по «Маленькій серенаді» Келлі Прайс.
В рамках літнього сезону 2013 року в Shakespeare's Globe вона зіграла Міранду в п'єсі «Буря» і співачку Арабеллу Хант і Кейт у п'єсі Семюела Адамсона «Деніел». У вересні 2013 року Баклі взяла участь у постановці п'єси «Генріх V» Майкла Грандаджа з Джудом Лоу в головній ролі; вистави пройшли в Noël Coward Theatre на Вест-Енді.
У 2014 році в Чичестерському фестивальному театрі грала Констанцію Моцарт у п'єсі Пітера Шеффера «Амадей». Вона також виконала роль Пердіти в постановці «Зимова казка» Театральної компанії Кеннета Брани; 26 листопада 2015 року в реальному часі демонструвався в кіно по всьому світу.

### Телебачення

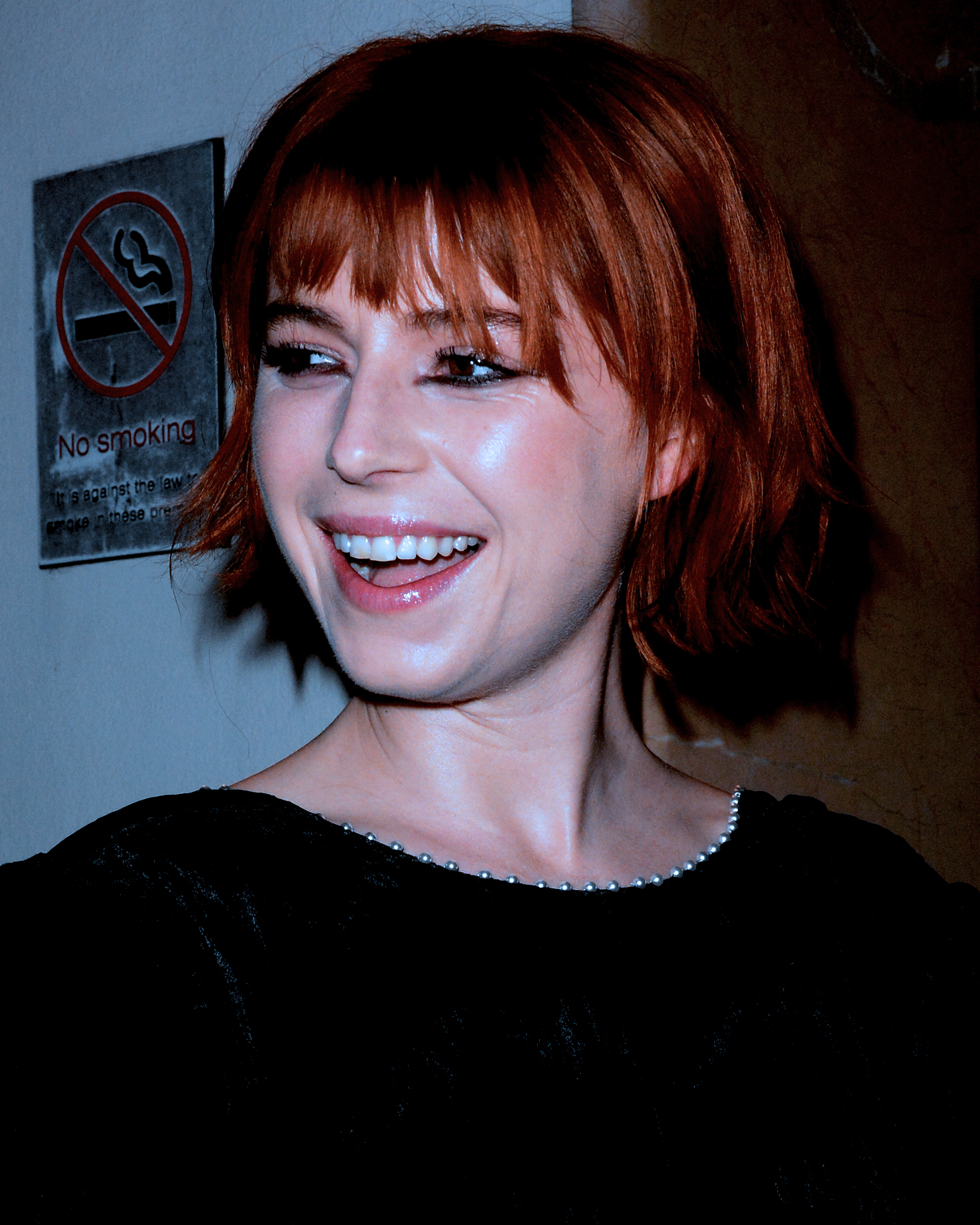
У січні 2020 року

У 2010—2015 роках Баклі грала епізодичні ролі на телебаченні, а також знялася у ряді короткометражок. У 2016 році на BBC відбулася прем'єра шестисерійної адаптації роману «Війна і мир» Льва Миколайовича Толстого, в якій Баклі виконала роль Марії Болконської. Вона отримала схвалення критиків: Вів Гроскоп з The Guardian особливо відзначив її акторську гру у другому епізоді серіалу, написавши, що вона чудово розкрила характер цієї простої і благочестивої героїні.
У 2017 році Баклі з'явилася в ролі Лорни Боу в телесеріалі BBC «Табу», головну роль в якому виконав Том Гарді. У тому ж році вона зіграла Онор Мартін у серіалі «Останній пост». У 2018 році з'явилася в головній ролі Меріен Холкомб в адаптації BBC романа Уілкі Коллінза «Жінка в білому».
У 2019 році в міні-серіалі «Чорнобиль» виконала роль Людмили Ігнатенко, дружини пожежника Василя Ігнатенка, одного з перших ліквідаторів наслідків аварії на Чорнобильській АЕС.
У 2020 році зіграла головну роль у четвертому сезоні телесеріалу «Фарґо».

### Кінематограф
Номінантка на премію «Оскар» за роль молодої версії героїні Олівії Колман у драмі «Незнайома дочка» (2021).
Зіграла головні ролі у фільмах «Звір» (2017), «Я думаю закінчити це все» (2020), «Чоловічий рід» (2022), «Говорять жінки» (2022).
У 2025 році виконала роль дружини Вільяма Шекспіра, Агнес, у драмі «Гамнет».

## Фільмографія

### Фільми
| Рік  |    | Українська назва                      | Оригінальна назва                   | Роль              |
| ---- | -- | ------------------------------------- | ----------------------------------- | ----------------- |
| 2011 | кф |                                       | Join My Band                        | Стелла            |
| 2012 | кф |                                       | Crosswinds                          | Джессі            |
| 2013 | мф | Джек і Механіка серця                 | Jack et la mécanique du coeur       | Місяць            |
| 2014 | ф  | Буря                                  | The Tempest                         | Міранда           |
| 2016 | кф | Коротка прогулянка: Ромео і Джульєтта | The Complete Walk: Romeo and Juliet | Джульєтта         |
| 2017 | ф  | Звір                                  | Beast                               | Молл              |
| 2017 | кф |                                       | Pulsar                              | Каса              |
| 2017 | кф |                                       | Red Light                           | Келлі             |
| 2018 | ф  | Дика троянда                          | Wild Rose                           | Роуз-Лінн Гарлан  |
| 2019 | ф  | Джуді                                 | Judy                                | Розалін Вайлдер   |
| 2020 | ф  | Дулітл                                | The Voyage of Doctor Dolittle       | королева Вікторія |
| 2020 | ф  | Код: Залізна кора                     | The Courier / Ironbark              | Шейла Вінн        |
| 2020 | ф  | Міс Погана поведінка                  | Misbehaviour                        | Джо Робінсон      |
| 2020 | ф  | Я думаю закінчити це все              | I'm Thinking of Ending Things       | молода жінка      |
| 2021 | ф  | Незнайома дочка                       | The Lost Daughter                   | Льода             |
| 2022 | ф  | Чоловічий рід                         | Men                                 | Гарпер Марлоу     |
| 2022 | ф  | Говорять жінки                        | Women Talking                       | Маріш Лоуен       |
| 2023 | ф  | Мерзенні посланнячка                  | Wicked Little Letters               | Роуз Ґудінг       |
| 2023 | ф  | Нігті                                 | Fingernails                         | Анна              |
| 2025 | ф  | Гамнет                                | Hamnet                              | Агнес Шекспір     |
| 2026 | ф  | Наречена                              | The Bride                           | Наречена          |

### Телебачення
| Рік         |    | Українська назва  | Оригінальна назва                       | Роль                            |
| ----------- | -- | ----------------- | --------------------------------------- | ------------------------------- |
| 2010 — 2011 | с  |                   | Shades of Love                          | Емілі Стронг (3 епізоди)        |
| 2014        | с  | Індевор           | Endeavour                               | Кітті Баттен (Епізод: "Trove")  |
| 2015        | тф | Зимова казка      | Branagh Theatre Live: The Winter's Tale | Пердіта                         |
| 2016        | с  | Війна і мир       | War and Peace                           | Мар'я Болконська (6 епізодів)   |
| 2017        | с  | Табу              | Taboo                                   | Лорна Боу (7 епізодів)          |
| 2017        | с  | Останній пост     | The Last Post                           | Онор Мартін (6 епізодів)        |
| 2018        | с  | Жінка в білому    | The Woman in White                      | Меріен Холкомб (5 епізодів)     |
| 2019        | с  | Чорнобиль         | Chernobyl                               | Людмила Ігнатенко (5 епізодів)  |
| 2020        | с  | Фарґо             | Fargo                                   | Ораетта Мейфлавер (10 епізодів) |
| 2021        | тф | Ромео і Джульєтта | Romeo & Juliet                          | Джульєтта                       |

### Відеоігри
| Рік  |    | Українська назва                             | Оригінальна назва                            | Роль         |
| ---- | -- | -------------------------------------------- | -------------------------------------------- | ------------ |
| 2022 | вг | The Dark Pictures Anthology: The Devil in Me | The Dark Pictures Anthology: The Devil in Me | Кейт Вайлдер |

## Нагороди та номінації
| Нагорода                                | Рік      | Категорія                                    | Робота                   | Результат    |
| --------------------------------------- | -------- | -------------------------------------------- | ------------------------ | ------------ |
| Оскар                                   | 2022     | Найкраща жіноча роль другого плану           | Незнайома дочка          | Номінація    |
| БАФТА                                   | 2019     | Зірка, яка сходить                           | Н/Д                      | Номінація    |
| БАФТА                                   | 2020     | Найкраща жіноча роль                         | Дика троянда             | Номінація    |
| БАФТА                                   | 2022     | Найкраща жіноча роль другого плану           | Незнайома дочка          | Номінація    |
| Премія Гільдії кіноакторів США          | 2023     | Найкращий акторський склад в ігровому кіно   | Говорять жінки           | Номінація    |
| Супутник                                | 2021     | Найкраща акторка другого плану — телебачення | Фарґо                    | Номінація    |
| Кінопремія «Вибір критиків»             | 2023     | Найкраща акторка другого плану               | Говорять жінки           | Номінація    |
| Кінопремія «Вибір критиків»             | 2023     | Найкращий акторський склад                   | Говорять жінки           | Номінація    |
| Каннський кінофестиваль                 | 2021     | Chopard Trophy                               | Н/Д                      | Перемога     |
| Готем                                   | 2021     | Найкраща акторка                             | Я думаю закінчити це все | Номінація    |
| Готем                                   | 2021 (2) | Найкраще виконання ролі другого плану        | Незнайома дочка          | Номінація    |
| Готем                                   | 2022     | Найкраще виконання ролі другого плану        | Говорять жінки           | Номінація    |
| Премія британського незалежного кіно    | 2018     | Найбільш перспективний новачок               | Звір                     | Перемога     |
| Премія британського незалежного кіно    | 2018     | Найкраща акторка                             | Звір                     | Номінація    |
| Премія британського незалежного кіно    | 2019     | Найкраща акторка                             | Дика троянда             | Номінація    |
| Премія британського незалежного кіно    | 2022     | Найкраще спільне виконання ролі              | Чоловічий рід            | В очікуванні |
| Незалежний дух                          | 2022     | Найкраща жіноча роль другого плану           | Незнайома дочка          | Номінація    |
| Незалежний дух                          | 2023     | Премія Роберта Альтмана                      | Говорять жінки           | Перемога     |
| Премія Лондонського гуртка кінокритиків | 2019     | Британська/ірландська акторка року           | Звір                     | Перемога     |
| Премія Лондонського гуртка кінокритиків | 2020     | Британська/ірландська акторка року           | Дика троянда             | Номінація    |
| Премія Лондонського гуртка кінокритиків | 2020     | Британська/ірландська акторка року           | Джуді                    | Номінація    |
| Премія Лондонського гуртка кінокритиків | 2021     | Британська/ірландська акторка року           | Міс Погана поведінка     | Номінація    |
| Премія Лондонського гуртка кінокритиків | 2021     | Британська/ірландська акторка року           | Я думаю закінчити це все | Номінація    |
| Премія Лондонського гуртка кінокритиків | 2022     | Британська/ірландська акторка року           | Незнайома дочка          | Номінація    |
| Премія Лондонського гуртка кінокритиків | 2022     | Акторка другого плану року                   | Незнайома дочка          | Номінація    |